# Сентер, Марк
Марк Сентер (англ. Marc Senter) — американский актёр. Наиболее известен своей работой в фильмах «Красный белый и синий», «Карнавал дьявола» и своей отмеченной наградами ролью в «Потерянных». Среди других его фильмов — «Бойцы», «Домашняя лихорадка 2: Весенняя лихорадка» и «Глаза звезды». Сентер также появлялся в нескольких телевизионных программах, таких как JAG, NCIS, The District, Like Family, и сыграл небольшую эпизодическую роль в сериале «Молодые и дерзкие». Он также снялся в музыкальном клипе Эмили Отем «Fight Like a Girl».

## Фильмография
| Год  |   | Русское название                         | Оригинальное название                      | Роль                      |
| ---- | - | ---------------------------------------- | ------------------------------------------ | ------------------------- |
| 2002 | с | Молодые и дерзкие                        | The Young and the Restless                 | Джейк                     |
| 2003 | ф | Амуры                                    | Cupids                                     | Хоуи                      |
| 2003 | ф | Патруль времени 2: Берлинское решение    | Timecop: The Berlin Decision               | Обкуренный парень №2      |
| 2003 | с | Как одна семья                           | Like Family                                | Уэйн                      |
| 2004 | с | Шпионки                                  | She Spies                                  | Эдди                      |
| 2004 | с | Восточный парк                           | The District                               | Джеффри Сток              |
| 2004 | с | Военно-юридическая служба                | JAG                                        | Рядовой Джозеф Смитфилд   |
| 2004 | с | Морская полиция: Спецотдел               | NCIS: Naval Criminal Investigative Service | Рядовой Стернс            |
| 2006 | ф | Потерянные                               | The Lost                                   | Рэй Пай                   |
| 2007 | ф | Куш                                      | Kush                                       | Сасс                      |
| 2007 | ф | Я знаю, кто убил меня                    | I Know Who Killed Me                       | Пит, студент-биолог       |
| 2008 | ф | Заколдованное озеро                      | Wicked Lake                                | Калеб                     |
| 2009 | ф | Временно беременна                       | Labor Pains                                | Фотограф                  |
| 2009 | ф | Домашняя лихорадка 2: Весенняя лихорадка | Cabin Fever 2: Spring Fever                | Марк                      |
| 2010 | ф | Красный белый и синий                    | Red White & Blue                           | Фрэнки                    |
| 2011 | ф | Бойцы                                    | Brawler                                    | Бобби Фонтейн             |
| 2012 | ф | Карнавал дьявола                         | The Devil's Carnival                       | Скорпион                  |
| 2012 | ф | Ночь кошмаров                            | A Night of Nightmares                      | Марк Лайтхаус             |
| 2013 | с | 'Чёрный ящик'—ТВ                         | BlackBoxTV                                 | Гюнтер Клири              |
| 2013 | с | Запутанные истории                       | Twisted Tales                              | Разносчик пиццы           |
| 2014 | ф | Глаза звезды                             | Starry Eyes                                | Ассистент                 |
| 2014 | ф | Запутанные истории Тома Холланда         | Tom Holland's Twisted Tales                | Разносчик пиццы           |
| 2015 | ф | Город монстров                           | Tales of Halloween                         | Джек (отрывок «Дин Донг») |
| 2015 | ф | Слабоумие                                | Dementia                                   | Джордж Локхард            |
| 2016 | ф | Карнавал Дьявола: Аллилуйя!              | Alleluia! The Devil's Carnival             | Скорпион                  |
| 2021 | ф | Свободное падение                        | The Free Fall                              | Марк                      |
| 2022 | ф | Не дыши: Начало                          | Old Man                                    | Джо / Мошенник            |
| 2023 | ф | Сезон обрезки                            | Trim Season                                | Джеймс                    |
| 2023 | ф | Затемнение                               | Blackout                                   | Эрни                      |